# Francesco Corbetta
Francesco Corbetta (Pavia, 1615 circa – Parigi, 1681) è stato un chitarrista e compositore italiano.

## Biografia
Corbetta è considerato tra i più grandi virtuosi della chitarra barocca e tra i maggiori compositori di musiche per questo strumento tra i musicisti del XVII secolo.
Lavorò molto tempo alla corte di Luigi XIV di Francia con Jean-Baptiste Lully, prima di trasferirsi a Londra.
Fu il maestro di vari chitarristi del suo tempo, come Robert de Visée. La sua fama di virtuoso era estesa a tutte le più importanti corti europee.

## Opere
- De li scherzi armonici trovati e facilitati in alcune curiosissime suonate sopra la chitarra spagnuola. Bologna 1639

- Varii Capricii per la ghittara spagnuola: Milano 1643

- Varii scherzi di sonate per la chitarra spagnuola: Bruxelles 1648
- Guitarra Española y sus diferencias de sones [perduto, cfr. J.Tyler], c.1650

- La Guitarre Royalle dédiée au Roy de la Grande Bretagne: Paris 1671.
- La Guitarre Royalle dédiée au Roy [Louis XIV]: Paris 1674.